# 迪塞-莱谢里
迪塞-莱谢里（法語：Ducey-Les Chéris，法語發音：[dysɛ le ʃeʁi]）是法国芒什省的一个市镇，属于阿夫朗什区。该市镇于2016年由原市镇迪塞和莱谢里合并而成。

## 地理
迪塞-莱谢里（48°37'12.00000"N, 1°17'17.00002"W）面积17.08 平方千米，位于法国诺曼底大区芒什省，该省份为法国西北部沿海省份，西、北、东北三面环大西洋，东起顺时针与卡爾瓦多斯省、奧恩省、马耶讷省和伊勒-维莱讷省接壤。
与迪塞-莱谢里接壤的市镇（或旧市镇、城区）包括：伊西尼-勒比阿、波耶、圣欧班德泰尔加特、圣洛朗德泰尔加特、圣康坦叙勒奥姆、马西伊、勒梅尼勒奥泽讷。
迪塞-莱谢里的时区为UTC+01:00、UTC+02:00（夏令时）。

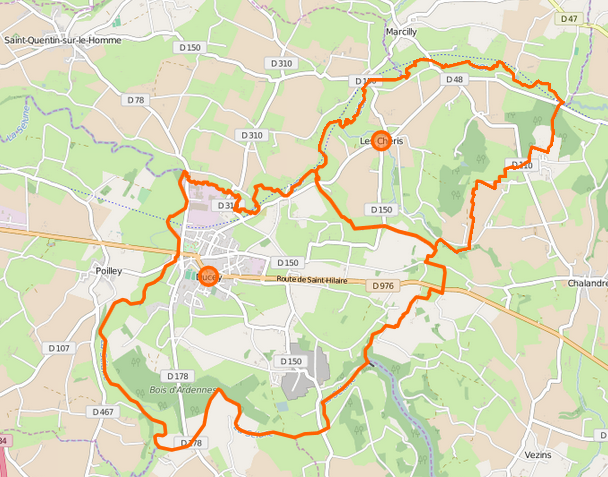
迪塞-莱谢里的OSM定位图

## 行政
迪塞-莱谢里的邮政编码为50220，INSEE市镇编码为50168。

## 政治
迪塞-莱谢里所属的省级选区为蓬托尔松县。

## 人口
迪塞-莱谢里于2022年1月1日时的人口数量为2829人。